# Burundisk franc
Burundisk franc (FB - Franc burundais) är den valuta som används i Burundi i Afrika. Valutakoden är BIF. 1 Franc = 100 centimes.
Valutan infördes 1960 och ersatte den Kongolesisk franc som i sin tur 1916 ersatte den tidigare Tyska Östafrika rupien.

## Användning
Valutan ges ut av Banque de la République du Burundi - BRB som grundades 1966, ombildades 1976 och har huvudkontoret i Bujumbura.

## Valörer[1]
- mynt: 1, 5, 10 och 50 Franc
- underenhet: används ej, tidigare centimes
- sedlar: 100, 500, 1 000, 2 000, 5 000 och 10 000 Franc